# Piel Island
Piel Island ist eine 20 Hektar große Insel, die einen Kilometer südlich der Halbinsel Furness in England in der Morecambe Bay liegt.

## Geschichte
König Stephan übertrug die Insel den Mönchen der Zisterzienser-Abtei Furness Abbey bei deren Gründung 1127. Die Mönche richteten auf der Insel ein Lagerhaus ein und betrieben ab Mitte des 13. Jh. auch Handel über den Hafen der Insel. Zu Beginn des 14. Jh. wurde das Lagerhaus befestigt, um es gegen Überfälle von Piraten zu schützen. Die ursprüngliche Holzkonstruktion wurde später durch eine Steinbefestigung, deren Überreste heute als Piel Castle bekannt sind, ersetzt. Mit der Auflösung der englischen Klöster unter Heinrich VIII. fiel die Insel an die Krone. Zur Abwehr der Spanischen Armada wurde die Festung ausgebaut. Im englischen Bürgerkrieg stand die Insel auf der Seite des Parlaments und diente dessen Truppen nach dem Fall von Liverpool als Rückzugsort. Nach dem Ende des Bürgerkrieges gab Charles II. die Insel an den 1. Duke of Albemarle als Dank für dessen Unterstützung im Krieg. Die Insel wurde wieder als Handelsstützpunkt genutzt und war ein vorgelagerter Teil des Hafens von Lancaster. Die Insel kam schließlich in den Besitz des Duke of Buccleuch, der die Insel 1920 der Stadt Barrow-in-Furness als Denkmal für den Ersten Weltkrieg schenkte.
Die Insel wird heute von English Heritage verwaltet. Sie ist bei Niedrigwasser über eine natürliche niedrige Landbrücke mit Walney Island verbunden. Von Roa Island ist Piel Island mit dem Boot zu erreichen. Seit etwa 300 Jahren gibt es auf der Insel ein Gasthaus, das Ship Inn. Betrieben wird dieses Gasthaus vom sogenannten King of Piel, der heute im Dienst der Stadt Barrow-in-Furness steht. Eine Bürgervereinigung hat das Gasthaus renoviert und sucht Anfang 2022 einen neuen King of Piel, der nach der Wahl gekrönt wird, in dem er auf einem alten Stuhl sitzt und mit Alkohol „gesalbt“ wird. Die Insel hat etwa 10 ständige Einwohner und gehört, obwohl sie historisch ein Teil von Lancashire ist, heute zu Cumbria.
Die Insel ist zusammen mit dem südlichen Teil von Walney Island, Foulney Island und Roa Island Teil des South Walney and Piel Channel Flats Site of Special Scientific Interest.